# Plaza de la Constitución (Jaén)
La plaza de la Constitución o de las Palmeras se ubica en la ciudad andaluza de Jaén, España. Se encuentra situada en el centro de la ciudad, siendo el lugar donde confluyen algunas de las calles más importantes de la misma.

## Historia
Urbanizada en el siglo XV como mercado del Arrabal y lugar para organizar eventos festivos, se afianzó como plaza Mayor durante los siglos XVI y XVII.
La plaza dirigía la Casa del Mirador, al costado izquierdo las cocheras del Cabildo que era toriles en las corridas. Junto a éstas se construyó la Casa de Comedias y el Cuartel de San Rafael. Y en el costado derecho se levantó el Palacio de los Vilches, que todavía se encuentra en el mismo lugar y al lado el mesón de Mendoza. En el siglo XIX fue el territorio más importante de Jaén, poniéndose de moda las primeras cafeterías. Se empieza a conocer como Plaza de las Palmeras, por la reforma que hizo el alcalde José del Prado Palacio de los jardines de una glorieta con palmeras. 
Después de la segunda República, en 1932, se construyó en el centro de la plaza el edificio de la Delegación de Hacienda, lo que significó la división de la plaza, dando como resultado el espacio actual y el de la plaza del Deán Mazas. Más tarde, en 1960, se reformó para mejorar el tráfico en la ciudad.

### Nombres
Era la antigua plaza del Mercado. Durante la dictadura franquista recibió el nombre de plaza de José Antonio, posteriormente recibió su actual nombre.

## Situación
La plaza de la Constitución presidida por una escultura alegórica a la alfarería, obra del ubetense Paco Tito, constituye un cruce de caminos entre el Jaén antiguo y la ciudad nueva. En torno a la plaza se esparcen las calles de mayor tradición comercial de la capital. La peatonal calle de San Clemente conduce hasta la plaza de los Jardinillos. Las calles Roldán y Marín, cuya prolongación es el Paseo de la Estación, y Virgen de la Capilla, cuya prolongación es la Avenida de Madrid, son unas de las más comerciales de la ciudad, concentrándose en ellas comercios de primeras marcas y establecimientos antiguos y de más tradición.
La calle Bernabé Soriano, conocida popularmente como «La Carrera», es una de las vías más importantes de la capital. Une está plaza con la plaza de San Francisco o plaza Vieja. A uno de los lados de la plaza de la Constitución de halla el barrio de San Ildefonso, pudiéndose observar desde la misma plaza la basílica de San Ildefonso, en cuyo interior se encuentra la Virgen de la Capilla, patrona de la ciudad. A este barrio se accede por las calles Cuatro Torres e Ignacio Figueroa.
Por si ubicación privilegiada, en algunas épocas del año, en esta plaza se incorporan diversos puestos de mercado ambualante, como la feria medieval, la del libro, belenes, etc.